# BR-459
De BR-459 is een federale weg in de deelstaten Minas Gerais, São Paulo en Rio de Janeiro in het zuidoosten van Brazilië. De weg is een verbindingsweg tussen Poços de Caldas en Paraty via Piquete en Lorena.
De weg heeft een lengte van 347,6 kilometer.

## Aansluitende wegen
- BR-146 en BR-267 bij Poços de Caldas
- MG-455 bij Santa Rita de Caldas
- BR-381, MG-179 en MG-290 bij Pouso Alegre
- MG-173
- MG-347 naar São José do Alegre
- MG-295 bij Piranguinho
- BR-383 bij Itajubá
- MG-350
- SP-183 bij Piquete
- BR-116, SP-060 en SP-062 bij Lorena
- BR-116, BR-488, SP-060, SP-062 en SP-171 bij Guaratinguetá
- SP-153
- BR-101 bij Paraty

## Plaatsen
Langs de route liggen de volgende plaatsen:
- Poços de Caldas
- Caldas
- Santa Rita de Caldas
- Ipuiuna
- Senador José Bento
- Congonhal
- Pouso Alegre
- Santa Rita do Sapucaí
- São José do Alegre
- Piranguinho
- Itajubá
- Piquete
- Lorena
- Guaratinguetá
- Cunha
- Paraty